# Droga do Cambridge
Droga do Cambridge – jeden z utworów Tadeusza Twarogowskiego – zbeletryzowanych biografii uczonych. Książka ta wydana została w 1963. Poświęcona jest Isaacowi Newtonowi i stanowi jeden z najbardziej oryginalnych utworów tego rodzaju w twórczości pisarza.
Fabuła utworu nie koncentruje się na całym życiu Newtona, przedstawione są przede wszystkim lata jego sławy. Obraz uczonego i Anglii jego czasów jest bogaty i sugestywny, co możliwe jest dzięki bogatemu zastosowaniu środków takich jak opisy domu rodzinnego Newtona, fragmenty korespondencji, epitafium, anegdoty i fragmenty relacji współczesnych. Młodemu czytelnikowi, do którego głównie adresowany jest utwór, wydarzenia historyczne przybliżone są dzięki odwołaniom do wydarzeń w historii Polski za życia Newtona.
Utwór relacjonuje stan wiedzy naukowej przed Newtonem. Umożliwia to czytelnikowi samodzielną ocenę wkładu uczonego w rozwój fizyki. Ten sam zabieg zastosowany został w książce o Faradayu – Wielki samouk. Wartość dydaktyczną Drogi do Cambridge wzbogacają dołączone wzory i rysunki, które zostały przystępnie objaśnione.
Książka stanowi typ popularyzacji nauki, w którym unika się naiwności i zbędnych uproszczeń.